# Sinopesa guangxi
Sinopesa guangxi är en spindelart som beskrevs av Raven och Peter J. Schwendinger 1995. Sinopesa guangxi ingår i släktet Sinopesa och familjen Nemesiidae. Inga underarter finns listade i Catalogue of Life.